# Coptobasis sulcialis
Coptobasis sulcialis is een vlinder uit de familie van de grasmotten (Crambidae). De wetenschappelijke naam van deze soort is voor het eerst voorgesteld als Botys sulcialis door Francis Walker in een publicatie uit 1859.
De soort komt voor in Maleisië (Sarawak).